# الجماعة الإسلامية في مصر
الجماعة الإسلامية جماعة إسلامية دعوية نشأت في الجامعات المصرية في أوائل السبعينيات من القرن العشرين وسُميت بهذا الأسم تيمنًا بالجماعة الإسلامية في باكستان التي أسسها أبو الأعلى المودودي، كانت تتخذ جامعة أسيوط معقلًا لها ومع مرور الوقت بدأت تتغلغل في كل الصعيد وكان لها تأثير كبير بين شباب الجامعات وقامت بنشر العلم الشرعي والحجاب واللحية ودعت للإلتزام بالإسلام، وكانت تدعو لإقامة الدولة الإسلامية وإعادة «المسلمين إلى التمسك بدينهم وتحكيم شرع الله»، ثم الانطلاق لإعادة «الخلافة الإسلامية من جديد» إلا أنها تختلف عن جماعات الجهاد من حيث الهيكل التنظيمي وأسلوب الدعوة والعمل بالإضافة إلى بعض الأفكار والمعتقدات. وتنتشر بشكل خاص في محافظات الصعيد وبالتحديد أسيوط والمنيا وسوهاج.
وتدخلت في السياسة خاصة عند توقيع السادات لمعاهـدة كامب ديفيـد، واستقباله لشاه إيران عام ١٩٧٩م، وبدأت المطاردات الأمنيـة لقيـادات الجماعة الإسلامية وتم الزج بالعديد من أعضائها وأنصارها في السجون، فلجأت إلى التنسيق مع جماعة الجهاد للتخلص مـن السادات، والقيام بثورة إسلامية شاملة تؤدي لقيام نظام إسلامي والقضاء علي العلمانية كما حدث في الثورة الإسلامية في إيران، وقد نجحوا من اغتيال السادات فـي العرض العسكري السنوي في السادس من أكتوبر عام ١٩٨١م، إلا أنهم لم يستطيعوا القيام بالثورة الشاملة لانكشاف مخططهم والقبض على معظـم قياداتهم خاصة بعد حادث المنصة وأحداث أسيوط.
وقد استخدمت الجماعة القتال في مصر ضد رموز السلطة وقوات الأمن المصري والسياح طوال فترة الثمانينيات وفترات متقطعة من التسعينيات لكن في نهاية عام 1997م قدمت مراجعات فكرية ومبادرة لوقف العمل المسلح اكتملت في عام 2001م لتوجيه الجماعة إلى العمل المدني علنا ونبذ العنف مقابل الإفراج عن معتقليها علي مراحل وإجراء بعض الشروط منها إلغاء معاهدة كامب ديفيد.
أسست الجماعة الإسلامية حزب البناء والتنمية ذو المرجعية الإسلامية بعد ثورة 25 يناير 2011 حتي تم حله ومصادرة أمواله في 30 مايو 2020 بعد إتهامه بمخالفة مبادئ العمل الحزبي في الدستور حيث لا يوجد بين صفوفه عضو مسيحي واحد أو إمراة ووقوفه بجانب جماعة الإخوان المسلمين.
تم تصنيف الجماعة الإسلامية كمنظمة إرهابية اجنبية في الولايات المتحدة الأمريكية منذ 8 أكتوبر 1997، وقد قامت الجماعة بمبادرة نبذ العنف في 1997 وتسليم جناحها العسكري لأسلحته وحل نفسه وفي عام 2018 تم إدراجها علي قوائم المنظمات الإرهابية في مصر.
في 21 مايو 2022 قامت الولايات المتحدة الأمريكية بشطب الجماعة الإسلامية و4 منظمات أخري من قائمة المنظمات الإرهابية بسبب عدم تبنيهم لعمليات جديدة لمدة 5 سنوات.

## التأسيس

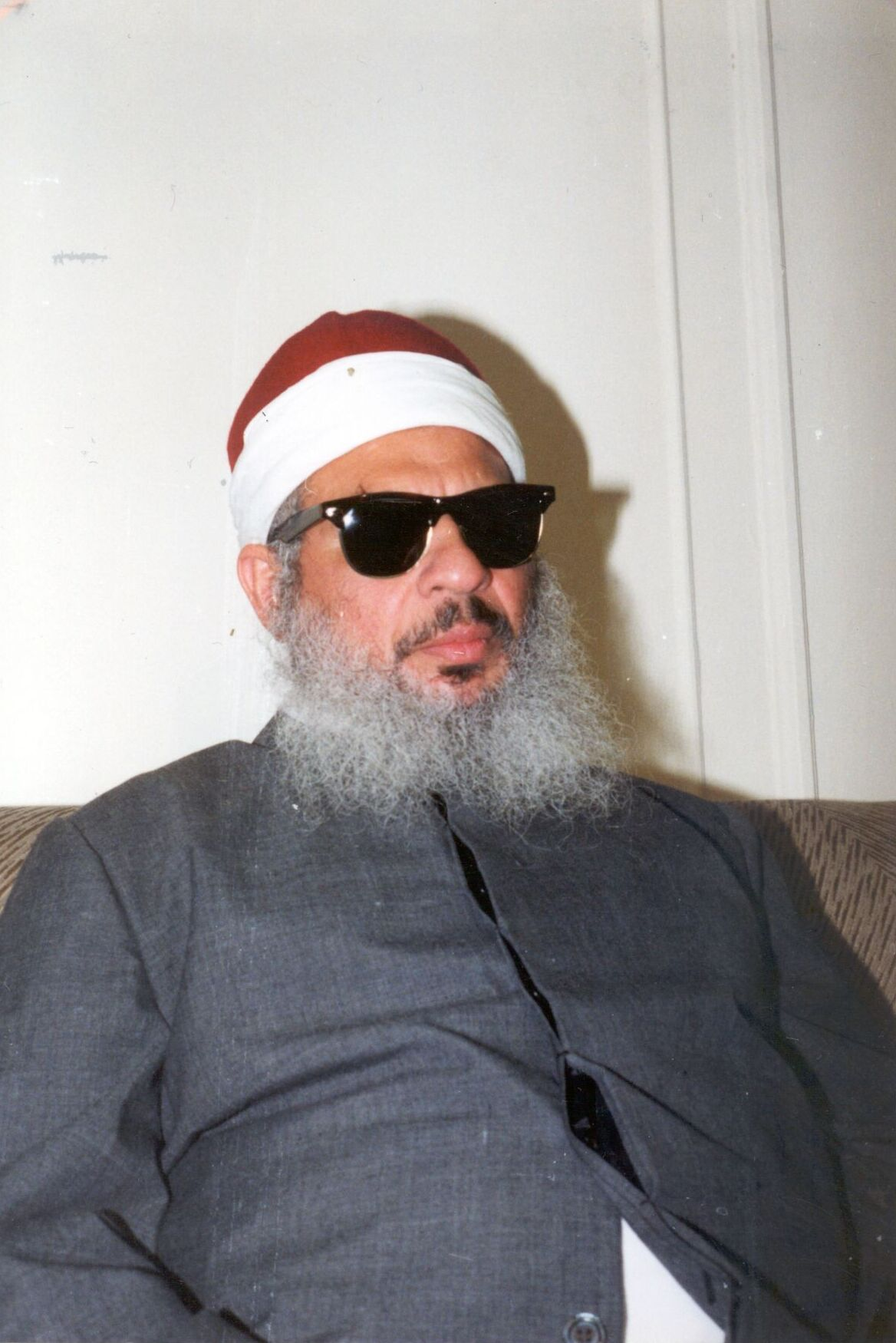
الشيخ عمر عبدالرحمن أمير الجماعة الإسلامية

نشأت الجماعة الإسلامية في الجامعات المصرية في أوائل السبعينات من القرن الماضي على شكل جمعيات دينية، لتقوم ببعض الأنشطة الثقافية والاجتماعية البسيطة في محيط الطلاب ونمت هذه الجماعة الدينية داخل الكليات الجامعية، واتسعت قاعدتها، فاجتمع بعض من القائمين على هذا النشاط واتخذوا اسم: "الجماعة الإسلامية" ووضعوا لها بناءً تنظيمياً يبدأ من داخل كل كلية من حيث وجود مجلس للشورى على رأسه "أمير" وينتهي ب"مجلس شورى الجامعات" وعلى رأسه "الأمير العام" الجماعة الإسلامية"
في أيامها الأولى، كانت المجموعة نشطة بشكل أساسي في حرم الجامعات، وكانت تتألف بشكل أساسي من طلاب الجامعات. كانوا في الأصل أقلية في الحركة الطلابية المصرية التي سيطر عليها اليساريون الناصريون والماركسيون. انتقد اليساريون بشدة حكومة السادات الجديدة، وحثوا مصر على خوض حرب انتقامية ضد إسرائيل، بينما أراد الرئيس السادات الانتظار وإعادة بناء الجيش. ومع ذلك، مع بعض «التعاون التكتيكي المنفصل» مع الحكومة،  الذين سعوا إلى «ثقل موازن مفيد» لخصومهم اليساريين، بدأ تأثير الجماعات الإسلامية في النمو بعد أن تخلت الدولة عن قمعهم ومحاربتهم وأفرجت عن سجنائهم الذين أعتقلوا في العهد الناصري في عام 1973.
انتشرت الجماعة بسرعة كبيرة في الجامعات وفازت بما يصل إلى ثلث جميع انتخابات اتحاد الطلاب. وفرت هذه الانتصارات منبرًا قامت من خلاله الجمعيات بحملات من أجل اللباس الإسلامي، وحجاب المرأة، وفصل الطبقات حسب الجنس. عارض مسؤولو الجامعات العلمانية هذه الأهداف.  بحلول مارس 1976، كانوا «القوة المهيمنة»  في الحركة الطلابية وبحلول عام 1977 «كانوا يسيطرون تمامًا على الجامعات ودفعوا المنظمات اليسارية إلى العمل تحت الأرض.»
وكان للجماعة العديد من المواقف السياسية برزت في موقفها من معاهدة كامب ديفيد وزيارة الشاه وبعض وزراء إسرائيل لمصر فأقامت المؤتمرات والمسيرات ووزعت المنشورات خارج أسوار الجامعة للتنديد بذلك والمطالبة بتطبيق الشريعة الإسلامية مما أدى إلى تدخل الحكومة في سياسات الاتحادات الطلابية، فأصدرت لائحة جديدة لاتحادات الطلاب تعرف بلائحة 1979م التي قيدت الحركة الطلابية. وازداد الضغط الإعلامي والأمني على قيادات الجماعة واشتدت مطاردتهم في جامعات الصعيد بوجه خاص، حيث تم اعتقال بعض قيادتهم وفصلهم من الجامعة كما تم اغتيال البعض على أيد الشرطة.

## المعتقدات
كانت الجماعة في البداية تعتمد علي المنهج السلفي فقط ككتب بن القيم ومحمد بن عبدالوهاب ولكنها تأثرت بأفكار التيار القطبي مع خروج سجناء الإخوان والإسلاميين الأخرين من المعتقلات بعد قمع قارب العشرون عامًا، ووجد أحد الباحثين الذين يدرسون المجموعة، جيل كيبيل، أن الجماعة استخدمت بشكل متكرر اسم المنظر سيد قطب، وغالبًا ما يتم اقتباسه من بيانه، معالم في الطريق، في منشوراتهم ونشراتهم الإخبارية. وأكدوا أن حق التشريع هو لله وحده. وأن توحيد الإلوهية (التوحيد) في الإسلام تعني التحرر من كل ما هو فاسد في الفكر، بما في ذلك تحرير كل ما هو موروث أو تقليدي، من العادات والتقاليد.
كان هناك ندرة في تقديم أي كتابات من قبل أعضاء المجموعة، ولكن بعض القضايا التي يقودها كاتب (كتاب) فكر الجماعة الجديرة بالذكر تضمنت ما يلي:
يجب تعليم الشباب أن الإسلام هو نظام كامل وشامل ويجب أن ينظم الحكومة والحرب والنظام القضائي والاقتصاد، وأن هزيمة 1967 الكارثية في مصر نتيجة لاتباع القومية العربية وليس الإسلام.
من مؤشرات نمو الحركة الإسلامية ارتداء الحجاب من قبل النساء والجلابية البيضاء واللحية غير المشذبة من قبل الرجال، والزواج المبكر، وحضور الصلوات العامة في أعياد المسلمين الكبرى، عيد الفطر وعيد الأضحى.
بينما أكدت التحليلات الاجتماعية العلمانية للمشاكل الاجتماعية والاقتصادية في مصر أن الفقر نتج عن الزيادة السكانية أو الإنفاق الدفاعي العالي، رأت الجماعة السبب في الإخفاقات الروحية للسكان - التراخي والعلمانية والفساد. كان الحل هو العودة إلى البساطة والعمل الجاد والاعتماد على الذات في حياة المسلمين السابقة.

## من أبرز أعضائه
- عمر عبد الرحمن أمير عام الجماعة والذي قضى عقوبة السجن المؤبد في الولايات المتحدة الأمريكية حتى وفاته في عام 2017 م
- كرم زهدي الأمير السابق للجماعة

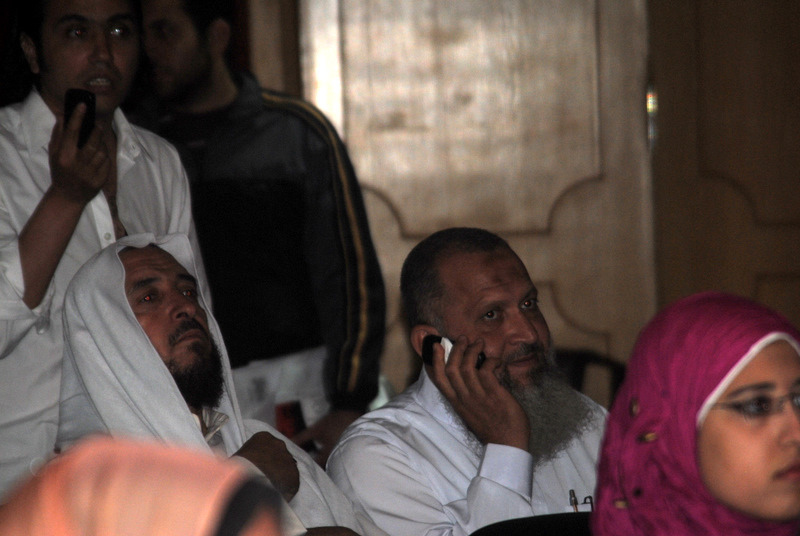
أعضاء الجماعة الإسلامية يحضرون مؤتمر لا للمحاكمات العسكرية للمدنيين في مايو 2011.

- أعضاء الجماعة الإسلامية يحضرون مؤتمر لا للمحاكمات العسكرية للمدنيين في مايو 2011.أسامة إبراهيم حافظ عضو مجلس شورى وعضو مؤسس لها كان من بين الأغلبية الرافضة لفكرة الاغتيال، حتى أصدر السادات قرارات التحفظ في سبتمبر 1981 فتحول لمن المؤيدون لتصفيته.[14]
- صلاح هاشم عضو مجلس شورى وعضو مؤسس لها
- حمدى عبد الرحمن عضو مجلس شورى سابق وعضو مؤسس لها
- ناجح إبراهيم عضو مجلس شورى وعضو مؤسس لها
- عاصم عبد الماجد عضو مجلس شورى الجماعة والمتحدث باسمها.
- علاء عبد الكريم امير الجماعة السابق بأسيوط وعضو مؤسس لها
- فؤاد الدواليبى عضو مجلس شورى سابق
- عصام دربالة (أمير الجماعـة حاليا)
- على الشريف مجلس عضو مجلس شورى سابق
- صفوت عبد الغنى عضو مجلس شورى ورئيس حزب البناء والتنمية الذراع السياسى للجماعة
- خالد الإسلامبولي: الضابط في الجيش الذي نفذ عملية إغتيال الساداتعلى الديناري عضو مجلس شورى
- عبود الزمر عضو مجلس شورى

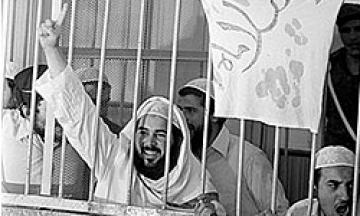
خالد الإسلامبولي: الضابط في الجيش الذي نفذ عملية إغتيال السادات

- طارق الزمر عضو مجلس شورى والمتحدث الرسمى لها
- عبد الآخر حماد مفتى الجماعة
- طلعت فؤاد عضو مجلس شورى سابق وتم تسلمه لمصر من كرواتيا واعدم في مصر بشكل سرى
- خالد الإسلامبولي الضابط في الجيش المصري الذي نفذ عملية إغتيال الرئيس المصري الأسبق أنور السادات.
- شوقي الشيخ الذي انشق عنها بعد ذلك وكفر المجتمع وكون جماعة الشوقيون
- جابر ريان، المتهم بالسيطرة علي حي امبابة وقبض عليه فيما يعرف ب احداث جمهورية امبابة الاسلامية

## أعمال الجماعة

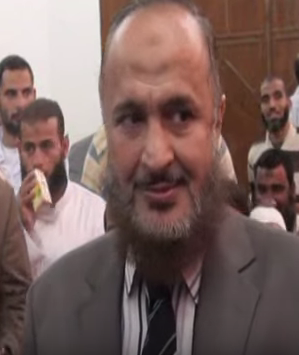
عصام دربالة أمير الجماعة الحالي.

كرم زهدي الأمير السابق للجماعة الإسلامية.

- كرم زهدي الأمير السابق للجماعة الإسلامية.في 6 أكتوبر 1981 وهو يوم وطني في مصر، اغتالت الجماعة الرئيس المصري أنور السادات حيث قام الجناح العسكري للجماعة بقيادة الملازم أول خالد الإسلامبولي وبصحبة زملائه عبد الحميد عبد السلام الضابط السابق بالجيش المصري والرقيب متطوع القناص حسين عباس محمد والذي أطلق الرصاصة الأولى القاتلة والملازم أول احتياط عطا طايل حميده رحيل بقتل الرئيس أنور السادات أثناء احتفالات مصر بانتصارات أكتوبر في مدينة نصر بالقاهرة، وقد نسب للجماعة الإعداد لخطة تستهدف إثارة القلاقل والاضطرابات وللاستيلاء على مبنى الإذاعة والتليفزيون في ماسبيرو بالقاهرة والمنشآت الحيوية بمناطق مصرية مختلفة. وفي تلك الأثناء، وخلال هذه الأحداث قبض عليهم جميعاً، وقدموا للمحاكمة التي حكمت عليهم بالإعدام رمياً بالرصاص كما تم تنفيذ الحكم في زميلهم محمد عبد السلام فرج صاحب كتاب الفريضة الغائبة بالإعدام شنقاً.
- في 8 أكتوبر 1981 م قام بعض أفراد الجناح العسكري للجماعة الإسلامية بمهاجمة مديرية أمن أسيوط ومراكز الشرطة واحتلال المدينة ودارت بينهم وبين قوات الأمن المصرية معركة حامية قتل فيها العديد من كبار رجال الشرطة والقوات الخاصة [بحاجة لمصدر]وانتهت بالقبض عليهم وعلى رأسهم ناجح إبراهيم وكرم زهدي وعصام دربالة، والحكم عليهم فيما عرف في وقتها بقضية تنظيم الجهاد بالأشغال الشاقة المؤبدة لمدة 25 عاماً.
- كان للجماعة دورها في حرب أفغانستان حيث قتل عدد من أعضائها، من أبرزهم علي عبد الفتاح أمير الجماعة بالمنيا سابقاً، ومن هناك أصدرت الجماعة مجلة المرابطون، وأقامت قواعد عسكرية لها.
- في 21 أكتوبر 1992 فقد قتل سائح بريطاني قرب ديروط الجنوبية. وأعلنت الجماعة الإسلامية مسؤوليتها.[بحاجة لمصدر]
- وفي 26 فبراير 1993 قتل سائح تركي وآخر سويدي، وشخص ثالث مصري في انفجار قنبلة بمقهى في قلب القاهرة. وقد جرح 19 شخصا آخرين بما في ذلك 6 سياح.
- في 8 يونيو 1993 تم إلقاء قنبلة على حافلة سياحية قرب الأهرام ما أسفر عن مقتل مصريين وجرح 15 سائحا، من بينهم سائحان بريطانيان.[بحاجة لمصدر]
- ينسب إلى الجماعة محاولات إرهابية لاغتيال بعض الوزراء ومسؤولي الحكومة والشرطة ومن أبرزهم رفعت المحجوب رئيس مجلس الشعب المصري وهناك أقوال أن قتلة تصفية حسابات كما ورد بمرافعة دمندور المحامي بمرافعته والكاتب فرج فودة [بحاجة لمصدر].
- وفي 26 أكتوبر 1993 قتل أمريكيان وفرنسي وإيطالي، وجرح سائحان آخران في هجوم شنه رجل على فندق سميراميس بالقاهرة. وقالت الشرطة إن المنفذ مختل عقليا. وقد تم اعتقال المهاجم وإيداعه مستشفى للأمراض العقلية، لكنه هرب لاحقا وفجر حافلة قرب المتحف المصري بالقاهرة.[بحاجة لمصدر]
- وفي 4 مارس 1994 تبنت الجماعة الإسلامية هجوما [بحاجة لمصدر] على عبارة سياحية على النيل في جنوب مصر. وقد أسفر الهجوم عن جرح سائح ألماني لفظ أنفاسه الأخيرة فيما بعد.[بحاجة لمصدر]
- أما في 26 أغسطس 1994 قام متطرفون إسلاميون[بحاجة لمصدر] بإطلاق النار على حافلة سياحية في بين الأقصر وسوهاج ما أسفر عن مقتل شاب أسباني.[بحاجة لمصدر]
- في 27 سبتمبر 1994 قتل ألمانيان ومصريان في منتجع بالبحر الأحمر. وقد اعدم عضوان من الجماعة الإسلامية بتهمة تنفيذ الجريمة في 1995.[بحاجة لمصدر]
- وفي 23 أكتوبر 1994 تبنت الجماعة الإسلامية هجومين في جنوب مصر[بحاجة لمصدر]، ما أسفر عن مقتل بريطاني وجرح خمسة أشخاص آخرين.
- قامت بمحاولة لاغتيال الرئيس المصري السابق حسني مبارك في أديس أبابا عام 1995 وقتل جميع أفرادها آنذاك من قبل الحرس الرئاسي المرافق.
- في 18 أبريل 1996 فقد قتل 18 سائحا يونانيا وأصيب 14 بجروح في هجوم على واجهة فندق أوروبا قرب أهرام الجيزة. وتبنت الهجوم «الجماعة الإسلامية» قائلة إنها استهدفت سياحا إسرائيليين.[بحاجة لمصدر]
- قامت في 17 نوفمبر 1997 بقتل 58 شخصا خلال 45 دقيقة معظمهم سياح سويسريون بالدير البحري بالأقصر بمصر فيما عرفت لاحقا باسم مذبحة الأقصر أو مذبحة الدير البحري. وفيها هاجم ستة رجال مسلحين بأسلحة نارية وسكاكين حيث كانو متنكرين في زي رجال أمن مجموعة من السياح كانوا في معبد حتشبسوت بالدير البحري
- في عام 1997 أعلن قادة الجماعة من داخل محبسهم «مبادرة لوقف العنف» وقد حظيت هذه المبادرة برفض من جانب بعض رموز الجماعة في الخارج الجماعة ومن أشهر من أنتقد ذلك من القيادات محمد الحكايمة.[بحاجة لمصدر]
- وفي 18 سبتمبر 1997، قتل تسعة مصطافين ألمان وسائقهم المصري بعد أن تم تفجير حافلتهم خارج المتحف المصري وسط القاهرة.[بحاجة لمصدر]
- في 17 نوفمبر 1997، قتل 62 شخصا بما فيهم 58 سائحا في الأقصر، وتبنت الهجوم «الجماعة الإسلامية»[بحاجة لمصدر].